# لینو کیسون
لینو کیسون (انگلیسی: Lino Cason; ۱۷ اکتبر ۱۹۱۴ – ۱۵ ژوئیهٔ ۱۹۸۹) بازیکن فوتبال اهل ایتالیا بود.
از باشگاه‌هایی که در آن بازی کرده‌است می‌توان به باشگاه فوتبال یوونتوس، باشگاه فوتبال سالرنیتانا، و باشگاه فوتبال باری اشاره کرد.